# Yeti Airlines
Yeti Airlines Domestic Pvt. Ltd. (Єті Ейрлайнз, неп. यति एअरलाइन्स) — авіакомпанія в Непалі, що базується в Катманду. Разом із дочірньою авіакомпанією Tara Air є найбільшим перевізником на внутрішніх авіалініях Непалу.

## Історія

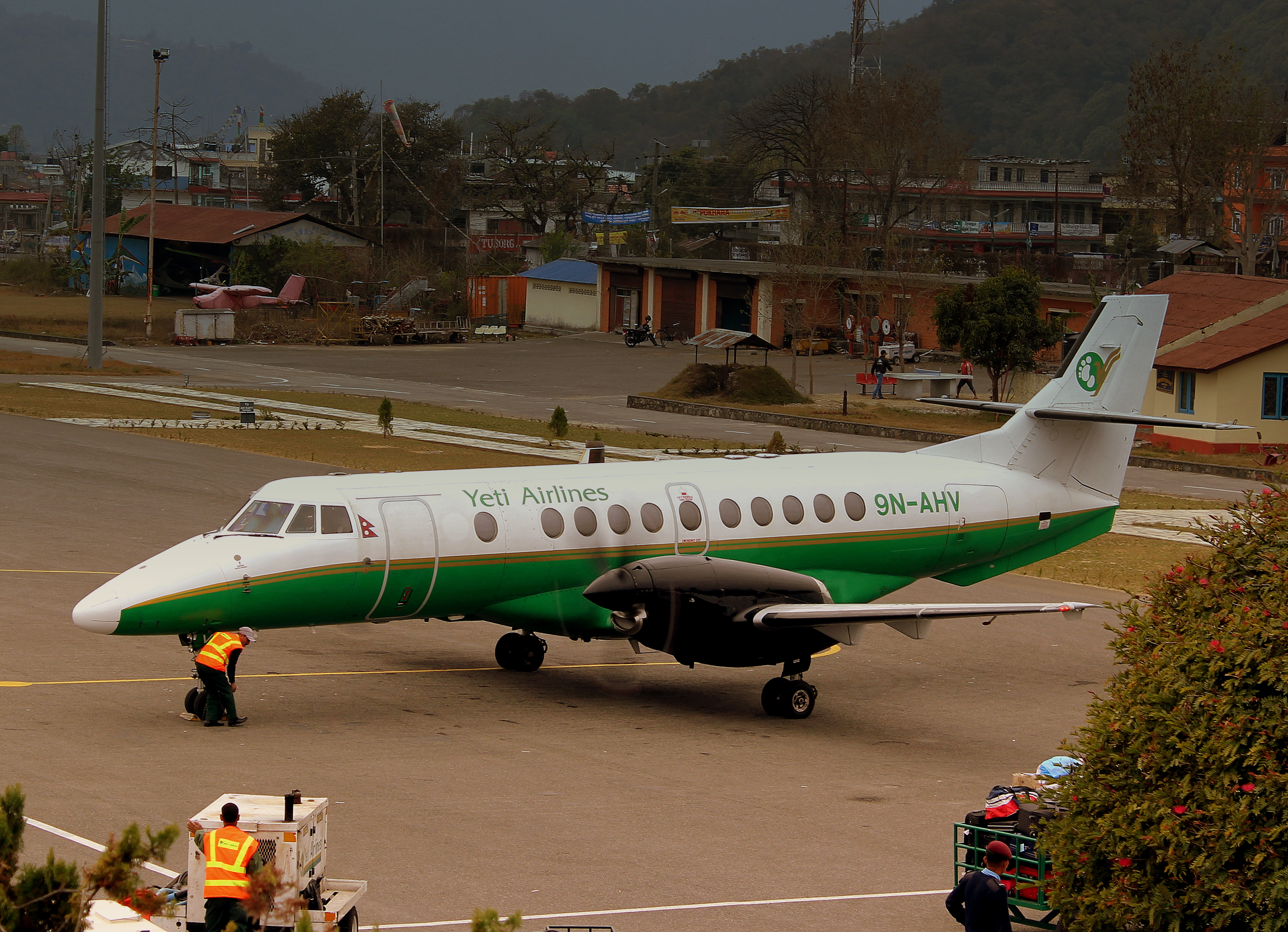
Літак Jetstream 41 авіакомпанії Airlines Yeti

Yeti Airlines заснована в 1998 році. Свою діяльність компанія розпочала з експлуатації двох літаків De Havilland Canada DHC-6 Twin Otter. Пізніше до складу флоту Yeti Airlines увійшли літаки Dornier Do 228, Pilatus PC-6 і British Aerospace Jetstream 41.
P 2009 року Yeti Airlines експлуатує тільки літаки BAe Jetstream 41 на рейсах між великими містами Непалу. Інші літаки і які виконувалися ними рейси передані дочірньої авіакомпанії Tara Air.

## Флот
Станом на 2010 рік флот складався з:
- 7 літаків British Aerospace Jetstream 41

## Географія польотів
Станом на 2013 рік Yeti Airlines виконує рейси в такі міста:
| Місто      | Код (ІАТА) | Аеропорт                              | Примітки |
| ---------- | ---------- | ------------------------------------- | -------- |
| Катманду   | (KTM)      | Міжнародний аеропорт імені Трибхувана | хаб      |
| Бхадрапур  | (BDP)      | Аеропорт Бхадрапура                   |          |
| Бхаірахава | (BWA)      | Аеропорт Гаутам Будда                 |          |
| Бхаратпур  | (BHR)      | Аеропорт Бхаратпура                   |          |
| Біратнагар | (BIR)      | Аеропорт Біратнагара                  |          |
| Дхангадхі  | (DHI)      | Аеропорт Дхангадхі                    |          |
| Джанакпур  | (JKR)      | Аеропорт Джанакпура                   |          |
| Непалгандж | (KEP)      | аеропорт Непалгандж                   |          |
| Покхара    | (PKR)      | Аеропорт Покхари                      |          |
| Тімлінгтар | (TMI)      | Аеропорт Тумлінгтар                   |          |

Також авіакомпанія виконує екскурсійні польоти навколо Евересту.

## Авіаційні події та катастрофи
- 25 травня 2004 року — літак DHC-6 Twin Otter, бортовий номер 9N-AFD, виконував вантажний рейс 117, розбився при заході на посадку в аеропорт міста Лукла в складних метеоумовах. Екіпаж з трьох осіб загинув[4].
- 21 червня 2006 року — літак DHC-6 Twin Otter, бортовий номер 9N-AEQ, розбився в районі аеропорту міста Джумла при спробі відходу на друге коло. Загинули 6 пасажирів і 3 члени екіпажу[5].
- 8 жовтня 2008 року — літак DHC-6 Twin Otter, бортовий номер 9N-AFE, що виконував рейс 103[en], в складних метеоумовах врізався в гору під час заходу на посадку в аеропорт міста Лукла. В цій катастрофі загинуло 18 пасажирів і 2 члени екіпажу, в живих залишився тільки командир Сурендра Кунвар (Surendra Kunwar)[6].
- 15 січня 2023 року — в Непалі біля аеропорту міста Покхара розбився пасажирський літак ATR-72 компанії Yeti Airlines. Загинуло 72 особи, із них 68 пасажирів та 4 члени екіпажу.[7]